# Сена Мадурейра
 Тази статия е за града.  За бразилския военен деец от 19 век вижте Антониу ди Сена Мадурейра.  
Сена Мадурейра е град и едновременно община в централната част на бразилския щат Акри. Общината е част от икономико-статистически микрорегион Сена Мадурейра, мезорегион Вали ду Акри. Населението на общината към 2010 г. е 37 993 души, а територията ѝ е 25 278.095 km2.

## История
Градът е основан на 25 септември 1904 г. и първоначално привлича много преселници от северната част на страната.
По време на засилената експлоатация на каучук, градът нараства значително и става столица на тогавашния департамент Алту Пурус, важен политически център в щата Акри.

## География
Сена Мадурейра отстои на около 145 km от щатската столица Риу Бранку, по междущатската магистрала BR-364. Общината е третата най-населена в Акри и на второ място по площ, като територията ѝ е 25 296,70 km², равняващи се на 16,62% от общата площ на щата. Населението през 2010 е 37 993 жители; от тях 62,39% градско и 37,61% селско (1,5 д./km²).
Градът е разположен край река Яко, чиито по-важни притоци са реките Макауа и Каетѐ.
Граничи на север с щата Амазонас, на юг с община Асис Бразил, на изток с общините Бужари, Риу Бранку, Шапури и Бразилея; на запад с Мануел Урбану и на югозапад с Перу.

## Икономика
Икономическите дейности на общината се основават на земеделието и животновъдството. Екплоатират се също дървесина, кестени и каучук. Икономическото подобрение се дължи на действията на държавната администрация, търговията и малките предприятия, отрасли, които нарастват значително през последните години. В града има няколко големи супермаркети като магазините Жуниор и Насименту за хранителни стоки, Сау Фелипи и Централния супермаркет. Има и няколко хотела като Риу Сена, Авенида и Сентрал.

## Образование
Образованието в общината е ограничено, както в градската, така и в селската част. Съществува едно-единствено училище за средно образование —Жулиу Матиоли, което предлага само един курс (основно обучение).